# ІМР-3
ІМР-3 — інженерна машина розгородження, розроблена російськими інженерами після розпаду Радянського Союзу з урахуванням досвіду експлуатації з 1980-х років машини ІМР-2, зокрема в умовах радіоактивного зараження в безпосередній близькості до реактора ЧАЕС.

## Призначення ІМР-3
- Прокладання колонних шляхів для пересування своїх військ по горбистій місцевості, у лісах, у міських нетрях.
- Викопування й засипання котлованів.
- Розмінування (проходів у мінних полях).
- Вантажно-розвантажувальні роботи.

Машина може використовуватися в місцях застосування зброї масового ураження.

## Улаштування

### База
Інженерна машина розгородження ІМР-3 розроблена на шасі танка Т-72 або Т-90. Прийнята на озброєння в 1999 році.

### Озброєння і робочі органи
- ІМР-3 озброєна дистанційно керованим 12,7-мм кулеметом НСВТ (Корд).

Робочі органи
- Бульдозерний відвал, установлений спереду корпуса і здатний працювати у двовідвальному, бульдозерному або грейдерному положенні. Регулювання положення відвалу здійснюється гідросистемою без виходу екіпажу з машини[2].
- Обладнана телескопічною стрілою з універсальним кріпленням робочих органів у вигляді захвата-маніпулятора, грейфера[3][4], розпушувача й екскаваторного ковша об'ємом 0,35 м3. Стріла закріплена в спеціальній поворотній башті.
- Машина здатна самостійно долати мінні поля, начинені протитанковими штировими, донними та магнітними мінами. Для цього спереду машини встановлюється колійний ножовий мінний трал з електромагнітною приставкою.

### Продуктивність
Продуктивність машини розгородження ІМР-3
- У суцільних лісових завалах 350—400 м/годину.
- У міських нетрях — 300—350 м/год.
- При роботі бульдозерного обладнання 250—350 м3/год ґрунту.
- Машина має можливість самообкопування. Час самообкопування 12—30 хв.
- Продуктивність в екскаваторному режимі — 20 м3/год ґрунту.

### Система життєзабезпечення
Екіпаж машини складається з двох осіб, здатних виконувати бойові завдання протягом трьох діб не виходячи з машини. Для цієї мети машина розгородження ІМР-3 забезпечена системою життєзабезпечення екіпажу, що включає в себе пристрій кип'ятіння води й розігрівання їжі, а також збору відходів життєдіяльності.

### Система захисту від ЗМУ
Машина оснащена системою захисту від зброї масового ураження (ЗМУ), протипожежною системою і системою димопуску. Броня машини має систему захисту, яка 6-кратно послаблює вплив проникаючої радіації ядерного вибуху і 120-кратно послаблює гамма-випромінювання на радіоактивно забрудненій місцевості.

### На марші
У транспортному положенні інженерна машина укладає бульдозерний відвал на дах, телескопічну стрілу назад, а колійний ножовий мінний трал піднімає вгору.

## Технічні характеристики
- Габарити:
  - Довжина — 9,34 м.
  - Ширина — 3,53 м.
  - Висота — 3,53 м.
- Екіпаж — 2 особи.
- Маса — 50,8 т.
- Дизельний двигун В-84 потужністю 750 к. с. (552 кВт).
- Запас ходу — 500 км.
- Максимальна транспортна швидкість — 50 км/год.
- Продуктивність:
  - при обладнанні проходів — 300—400 м/год
  - при прокладці доріг — 10—12 км/год
- Продуктивність земляних робіт:
  - екскаваторні роботи — 20 м3/годину
  - бульдозерні роботи — 300—400 м3/годину
- Вантажопідйомність крана — 2 т.
- Озброєння: 12,7-мм кулемет НСВТ
- Максимальний виліт стріли — 8 м.

Існує версія інженерної машини розгородження ІМР-3М на шасі танка Т-90 і модернізованим дизельним двигуном В-84МС (В-92)

## Модифікації
| Характеристики                 | ІМР-1 | ІМР-2 | ІМР-3, ІМР-3М |  |
| ------------------------------ | --- | --- | --- |  |
| База                           | Т-54 (Т-55) | Т-72А | Т-90 |  |
| Зображення                     | | | |  |
| Роки виготовлення              | 1969—1991 | З 1977 р. випробовування, в 1980 прийнята на озброєння, до сьогодні | З 1996 р. |  |
| Двигун                         | В-55 Виробник: ЧТЗ Марка: В-55 Тип: дизельний Об'єм: 38 880 см3 Максимальна потужність: 427 кВт (581 к. с.), при 2000 об/хв Максимальний крутний момент: 2254 Н·м при 1400 об/хв Конфігурація: V12 Циліндрів: 12 Витрата палива при змішаному циклі: 300—330 л/100 км Витрата палива на трасі: 190—210 л/100 км Діаметр циліндра: 150 мм Хід поршня: 180 мм Ступінь стиснення: 15 Охолодження: рідинне Тактность (число тактів): 4 Рекомендоване паливо: дизельне ДЛ, ДЗ, ДА - Витрати палива на 100 км шляху, л.: По ґрунтовій дорозі: 280—450 По шосе: 240 | В-84 Тип двигуна: чотиритактний, V-подібний 12-циліндровий багатопаливний дизельний двигун рідинного охолодження з комбінованим наддувом від приводного відцентрового нагнітача (ПЦС) і інерційний Система сумішоутворення безпосереднє уприскування палива Потужність двигуна без опору на впуску і випуску, кВт (к. с.) 618 (840) Частота обертання, с−1 (об/хв) 33,3 (2000) Запас крутного моменту, % 18 Питома витрата палива, г/кВт·год (г/л. с.*год) 247 (182) Маса, кг 1020 Питома потужність, кВт/кг (к. с./кг) 0,6 (0,82) Діаметр циліндра, мм 150,0 Хід поршня в циліндрі з головним шатуном, мм 180,0 Хід поршня в циліндрі з причіпним шатуном, мм 186,7 Робочий об'єм, л 38,88 Мінімальна температура надійного пуску двигуна без попереднього розігріву — 20 °C Допустимі умови експлуатації двигунів: — температура навколишнього повітря від −40°С до +50°С — відносна вологість повітря до 98 % при 20 °С — висота над рівнем моря до 3000 м Порядок чергування спалахів рівномірний, через 60° повороту колінчастого валу Ступінь урівноваженості повна динамічна врівноваженість Запас ходу по паливу, км: 500 | В-84 на новіших В-84МС V-подібний 12-циліндровий чотиритактний багатопаливний дизельний двигун В-84МС, рідинного охолодження з безпосереднім уприскуванням палива і приводним від двигуна турбонаддувом. В-84МС розвиває максимальну потужність в 840 к. с. (618 кВт) при 2000 об/хв. Максимальна потужність, кВт (к. с.) 618 (840) Максимальний крутний момент, кгс·м — 340 Число циліндрів — 12 Розташування циліндрів V-подібне, 60° Тактність 4 Тип охолодження рідинне Габаритна потужність, к. с./м3 — 700 Маса двигуна, кг — 1020 Ступінь стиснення — 14 Хід поршня, мм — 180/186,7 Діаметр циліндра, мм — 150 Робочий об'єм, л — 38,88 Питома витрата палива, г/л. с. · год — 180 |  |
| Розміри                        | Довжина корпусу, мм — 8950—15380 Ширина корпусу, мм — 3560—4150 Висота, мм — 3290—3360 База, мм — 3740 Колія, мм — 2640 Кліренс, мм — 420 | Габаритні розміри в транспортному положенні, мм: Довжина: 9950 Ширина: 3735 Висота: 3680 | Габарити: Довжина 9,34 м ширина 3,53 м висота 3,53 м |  |
| Обладнання                     | - Двосторонній бульдозерний відвал - Кран-маніпулятор (до 2 т) | - Двосторонній бульдозерний відвал - Кран-маніпулятор (до 2 т) - Пускова установка дистанційного заряду розмінування - Мінний трал | - Двосторонній бульдозерний відвал - Кран-маніпулятор (до 2 т, стріла до 8 м, з ґрейфером-маніпулятором з можливістю навішування ґрейферного ковша) - Мінний трал |  |
|                                | | | |  |
| Коефіцієнт ослаблення радіації | 10 | 40 | ІМР-3=120, ІМР-3М=80 |  |
|                                | | | |  |
| У Вікісховищі                  | Вікісховище має мультимедійні дані за темою: ІМР | Вікісховище має мультимедійні дані за темою: ІМР-2 | Вікісховище має мультимедійні дані за темою: ІМР-3 |  |
|                                | | | |  |